# Pogonatherum crinitum
Pogonatherum crinitum là một loài thực vật có hoa trong họ Hòa thảo. Loài này được (Thunb.) Kunth miêu tả khoa học đầu tiên năm 1833.

## Hình ảnh

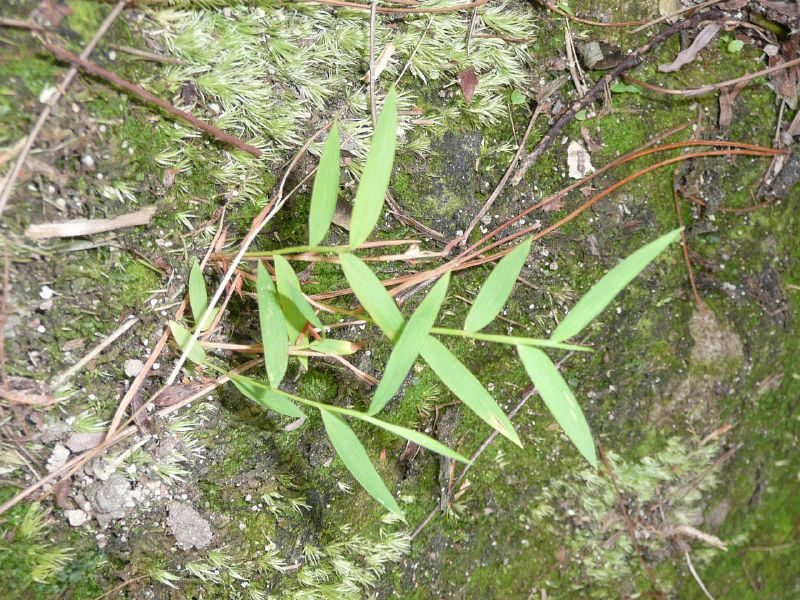